# Big Music
Big Music är ett Simple Minds-album utgivet i november 2014. Låten "Blindfolded" producerades av Steve Osborne. Resten av plattan producerade Simple Minds tillsammans med Andy Wright och Gavin Goldberg.
En stor turné följde med 3 Sverige-besök.  14 mars 2015 på Conventum Arena i Örebro (förra gången de spelade i Örebro var 1979). 15 mars spelade Simple Minds i Munchenbryggeriet i Stockholm. 16 mars i Lisebergshallen i Göteborg. På denna turné medverkade även sångerskorna Sarah Brown och Catherine Anne Davies.

## Låtlista[1]
1. Blindfolded		(5:22)
2. Midnight Walking		(3:53)
3. Honest Town		(4:44)
4. Big Music		(4:12)
5. Human		(3:41)
6. Blood Diamonds		(4:20)
7. Let The Day Begin		(5:08) (The Call-cover)
8. Concrete And Cherry Blossom		(3:31)
9. Imagination		(3:41)
10. Kill Or Cure		(4:12)
11. Broken Glass Park		(4:39)
12. Spirited Away		(4:08)

## Musiker[2]
- Jim Kerr: sång
- Charles Burchill: gitarr, synt
- Mel Gaynor: trummor
- Ged Grimes: bas
- Andy Gillespie: synt